# Académie anti-corruption d'Azerbaïdjan
L'Académie anti-corruption d'Azerbaïdjan (en azéri : Azərbaycan Anti-Korrupsiya Akademiyası) est une organisation non gouvernementale créée en 2016 dans le but de sensibiliser le public à la lutte contre la corruption et promouvoir le rôle de l'éducation pour prévenir la corruption en Azerbaïdjan,,,,,. 

## Description
L'Académie (AZACA) propose des conférences publiques, des forums, des programmes de formation à court et à long terme, des programmes sur mesure conçus pour des groupes cibles spécifiques tels que les fonctionnaires, les étudiants et le secteur privé,.
L'AZACA travaille en coopération avec le chapitre national de Transparency International, Plateforme de dialogue sur le partenariat Gouvernement Ouvert, le réseau d'ONG spécialisées dans la lutte contre la corruption, la Commission sur la lutte contre la corruption, le « Service ASAN », etc.,
AZACA implique des formateurs certifiés du Conseil de l'Europe qui ont suivi les cours de formation des formateurs dans le cadre du projet conjoint CE/UE « Renforcer les capacités de lutte et de prévention de la corruption en Azerbaïdjan » pour former des fonctionnaires sur «Éthique et technique anticorruption ",.
Il agit également en tant que centre d'excellence pour la recherche sur la lutte contre la corruption et pour la préparation de propositions anti-corruption. L'AZACA a élaboré pour la première fois en Azerbaïdjan un rapport intitulé « Baromètre national de la corruption », basé sur la méthodologie du «Baromètre mondial de la corruption» de Transparency International,.

## Activité
La présentation et la première conférence de l'Académie anticorruption d'Azerbaïdjan ont été organisées le 14 mai 2016. Le nombre d'étudiants et de jeunes a assisté à la conférence. Les conditions favorables à la création de l'Académie anticorruption d'Azerbaïdjan, les objectifs et la structure de l'Académie, ainsi que les avantages de participer aux événements AZACA, les plans futurs d'AZACA et d'autres informations ont été présentés au début de l'événement,. 
La présentation s'est poursuivie par une discussion interactive sur la corruption, les principales causes profondes de la corruption, les types de corruption, les méthodes favorables de lutte contre la corruption et la mesure de la corruption. 
La première formation de l'Académie anticorruption d'Azerbaïdjan (AZACA) a eu lieu le 28 mai 2016. 
L'événement de présentation d'AZACA a eu lieu à l'École nationale d'administration de France le 24 juillet 2016. 25 participants - fonctionnaires et délégués de la société civile de France, Égypte, Algérie, Maroc, Ukraine, Brésil, Burkina Faso, Djibouti, Tchad, Bénin, Niger et Madagascar ont assisté à la présentation.
La première édition du bulletin trimestriel de l'Académie anticorruption d'Azerbaïdjan (AZACA) a été publiée en septembre 2016. 
Des formations sur Éthique et Technique Anti-Corruption à l'intention des membres de la fonction publique avec l'appui de la « Commission anti-corruption » et du Centre de formation et d'éducation ASAN ont été organisées par l'AZAKA à Masallı, Barda, Gabala, Gouba et Sabirabad en janvier 2018. Plus de 120 fonctionnaires ont assisté à ces formations. La première formation de l'Académie a eu lieu le 5 janvier 2018, avec la participation de vingt fonctionnaires.
L'une des formations pour les fonctionnaires sur « l'éthique et la technique anti-corruption » s'est tenue le 16 février 2018, avec la participation du vice-recteur des affaires étudiantes de l'université ADA et du responsable du secteur expertise juridique d'ASAN.
La formation suivante a eu lieu à l'Académie d'administration publique pour les étudiants en master le 23 février 2017.